# ノーマン・ロジェ
ノーマン・ロジェ（Normand Roger）は、カナダの映画音楽の作曲家。主に、フレデリック・バック作品の音楽を担当していることで知られる。他にも、コ・ホードマンの『砂の城』や、アレクサンドル・ペトロフの『老人と海』、マイケル・デュドク・ドゥ・ヴィットの『岸辺のふたり』などの音楽も担当している。